# In Our Own Sweet Time
In Our Own Sweet Time è il terzo album in studio del cantante australiano Vance Joy, pubblicato nel 2022.

## Tracce
1. Don't Fade – 3:10
2. Solid Ground – 3:33
3. Missing Piece – 3:35
4. Catalonia – 3:38
5. Way That I'm Going – 3:47
6. Every Side of You – 3:24
7. Clarity – 3:47
8. Wavelength – 3:38
9. Boardwalk – 3:10
10. Looking at Me Like That – 3:20
11. This One – 3:15
12. Daylight – 2:51